# Coëmont
Coëmont est un hameau de la commune de Vouvray-sur-Loir dans le département de la Sarthe dans la région des Pays de la Loire.
Son code postal est 72500.
Diverses sources [Qui ?] présentent Coemont comme une commune mais elle est absente des bases de données de l'INSEE ainsi que de celle du projet Cassini de l'EHESS.

## Géographie
Coëmont est situé sur la route Le Mans - Tours à deux kilomètres au sud-est de Château-du-Loir. Le Loir coule à la limite sud de l'agglomération.

## Lieux et monuments
Le pont médiéval du XIe siècle a été construit pour le passage de la nouvelle route Le Mans - Tours (D 338) qui auparavant franchissait le Loir en aval, à Vaas.
Le pont enjambait le barrage sur le Loir, commun aux trois moulins à eau, mais cette partie a disparu. La route passe sur un pont moderne à une centaine de mètres en amont.
Des trois moulins à eau installés le long du barrage sur le Loir dès le Moyen Âge, le Moulin Pousset, moulin à farine, est resté en état de marche après la fin de son exploitation en 1975. Il est ouvert à la visite et fonctionne à l'occasion. Une partie du bâtiment sert à des expositions d'artistes. Le Moulin Martinet, moulin à foulon à l'origine, puis filature, a conservé les installations de l'ancienne centrale électrique installée en 1924.
L'origine du nom de ce lieu-dit serait dû à la contraction de cour d'amont (nom d'un moulin rive gauche) qui au fil du temps est devenu Coëmont.